# Alcino Lázaro da Silva
Alcino Lázaro da Silva (Guaranésia, 11 de fevereiro de 1936 – Belo Horizonte, 30 de março de 2022) foi um médico brasileiro.
Foi eleito membro da Academia Nacional de Medicina em 1999, ocupando a Cadeira 61, que tem Luís da Cunha Feijó como patrono.